# Boscastle

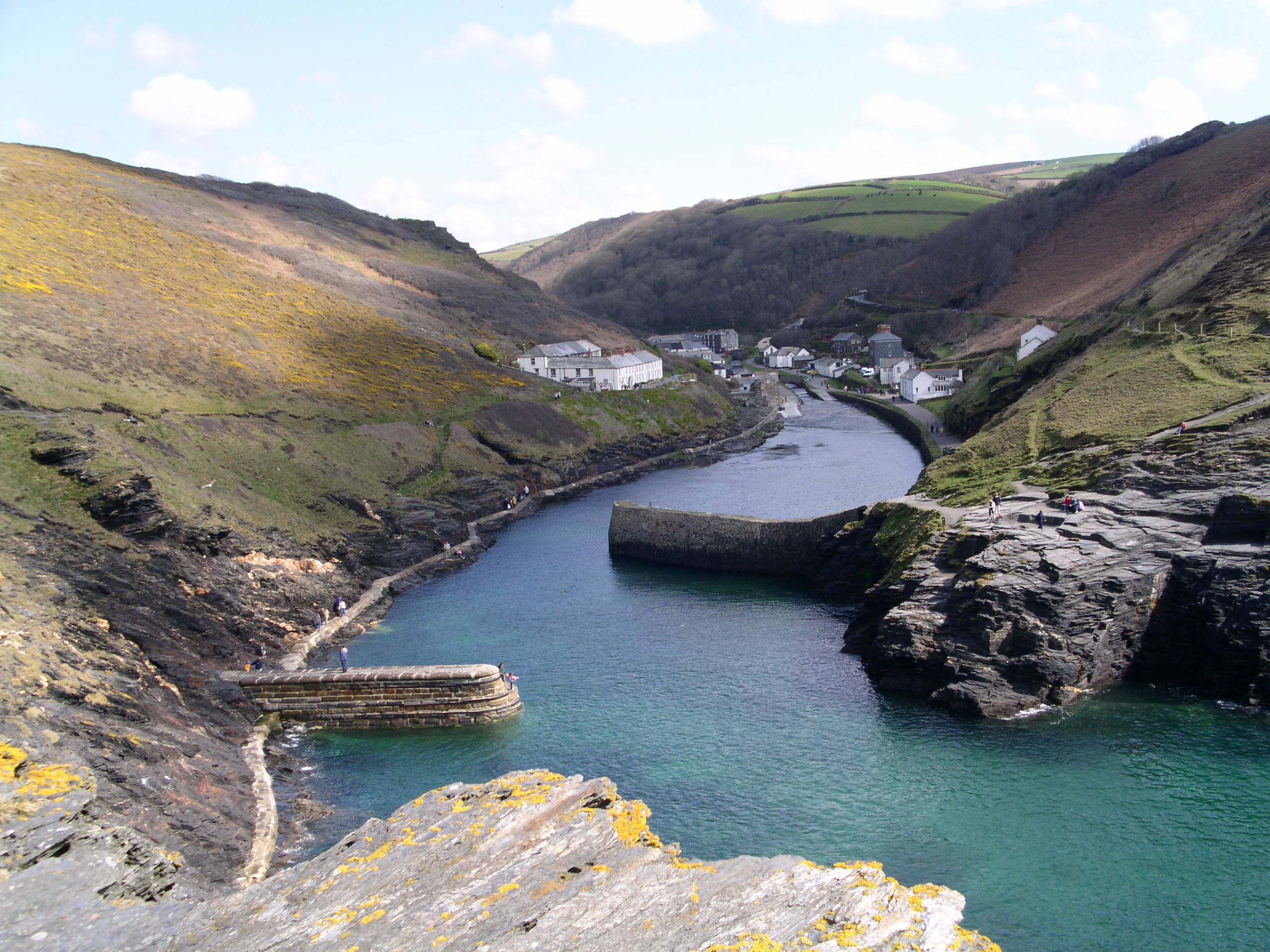
Boscastle

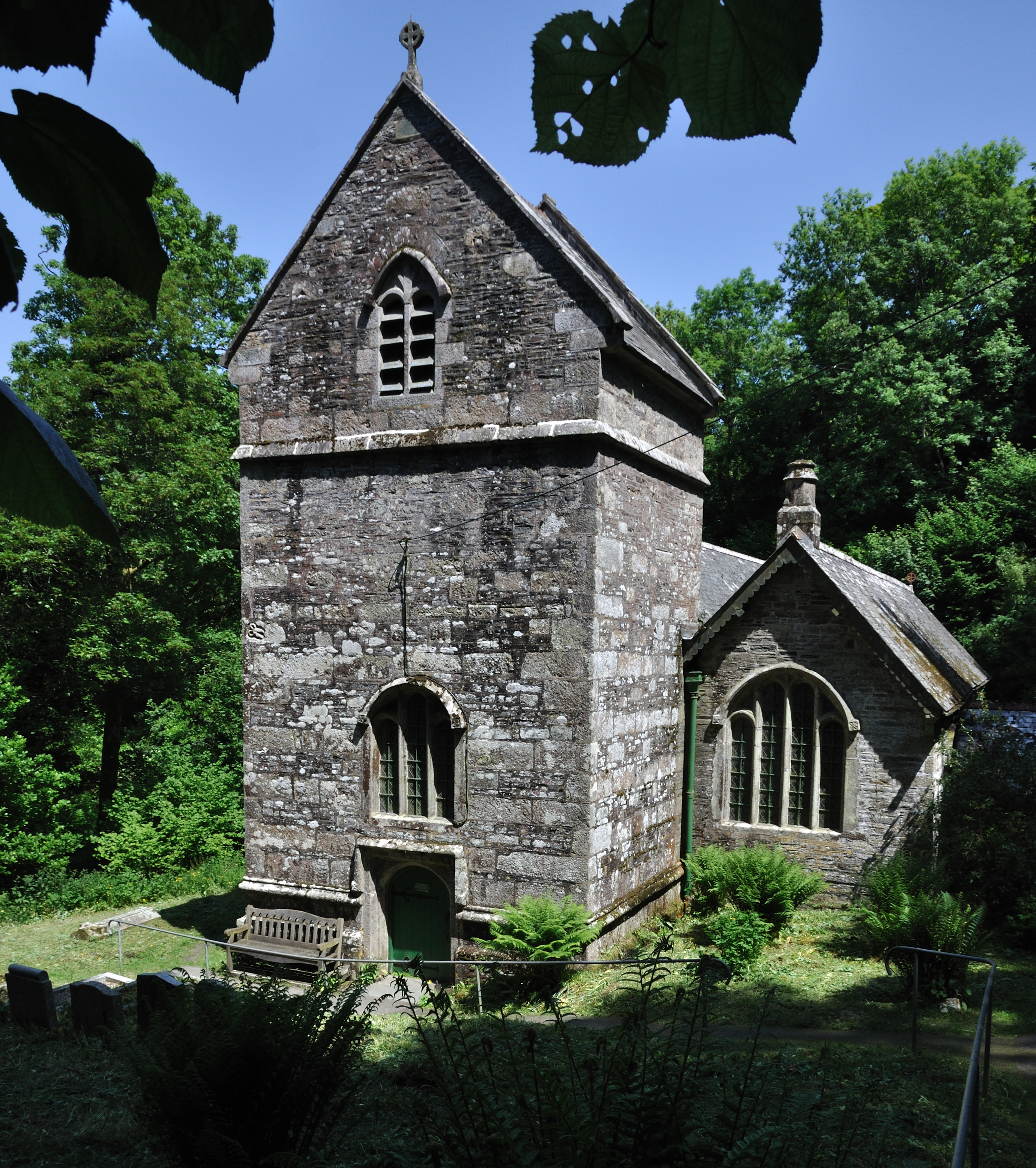
L'église de Sainte Materiana à Minster près de Boscastle

Boscastle est un village et un port de pêche situé au Nord-Ouest de la Cornouailles, en Angleterre.